# Isola Srednij (mare di Laptev)
L'isola Srednij (in russo Остров Средний, ostrov Srednij) è un'isola russa che fa parte dell'arcipelago di Severnaja Zemlja ed è bagnata dal mare di Laptev.
Amministrativamente fa parte del distretto di Tajmyr del Territorio di Krasnojarsk, nel Circondario federale della Siberia.

## Geografia
L'isola è situata 2,3 km a nord della costa settentrionale dell'isola della Rivoluzione d'Ottobre, a est di capo Figurnyj (мыс Фигурный, mys Figurnyj) e del fiordo di Matusevič (фьорд Матусевича, f'ord Matuseviča), nella baia delle Isole (бухта Островной, buchta Ostrovnoj). Si trova (da cui il nome che significa "centrale") tra l'isola Bližnij (Kraj di Krasnojarsk) 400 m a ovest e l'isola Kosistyj a sud-est.
L'isola ha una forma allungata irregolare che raggiunge i 450 m di lunghezza. Non sono presenti rilievi.